# ساندرا سمیر
 ساندرا سمیر (انگلیسی: Sandra Samir؛ زاده ۴ نوامبر ۱۹۹۷) یک تنیس‌باز اهل مصر است.